# Marathon Cup 15 2025
De Marathonschaatsen 2024/2025 Marathon Cup 15 2025 was de vierentwintigste wedstrijd van het Marathonseizoen die op zaterdag 15 februari 2025 plaatsvond op de Vechtsebanen in Utrecht. 
Bij de top-divisie mannen won Jordy Harink de wedstrijd. Harink was nu de hoofdpersoon in een pelotonkraker van Royal A-ware die de vergelijking met de winst van Sjoerd den Hertog vorige week in Heerenveen benaderde. Het was Den Hertog zelf die zich als eerste liet afzakken toen Harink een krachtig maar klein gaatje had geslagen vanuit een kopgroep van drie met Jordy van Workum en Ronald Haasjes. De rest van de blauwe brigade volgde en Harink was van het leidende drietal de enige die een ronde voorsprong pakte. Haasjes won die sprint om de tweede plaats van Van Workum. Marijke Groenewoud won de wedstrijd bij de top-divisie vrouwen. Groenewoud, die gisteren en vandaag tijdens het NK afstanden al goud bij elkaar schaatste op de 1500 meter en 3000 meter, klopte na een matte wedstrijd in de eindsprint ploeggenote Bente Kerkhoff en Gioya Lancee. Voor Marijke Groenewoud was het na tien cupzeges, vier vierdaagse-overwinningen en de nationale titel de vijftiende marathonwinst dit seizoen. Daarmee evenaart Groenewoud het record van Daniëlle Bekkering die in het seizoen 2006/2007 hier ook in slaagde. 
Björn Bakker had zijn aller eerste overwinning op landelijk niveau behaald bij de beloften mannen. Bakker ontsnapte uit een grote kopgroep en bleef de rappe mannen voor. Arn Botman sprintte kort achter Bakker naar de tweede plaats. De Fransman Doucelin Pedicone eindigde als derde en mocht zo voor het eerst naar het podium. Klassementsleider Kevin van der Horst mistte de slag maar behield met nog een wedstrijd te gaan wel het oranje leiderspak. Bij de beloften vrouwen had Manon Gremmen gewonnen. De marathon eindigde in een massasprint waar Gremmen Anna Marit Sybrandi en Liset Speelman naar de tweede en derde plaats verwees. Met haar tweede plaats nam Sybrandi het oranje leiderspak over van ploeggenote Mayke Vriesinga die als zesde finishte en zo nu met nog een wedstrijd te gaan 1,1 punt achter Sybrandi staat.

## Tijdschema
| Datum                     | Tijd (CET) | Onderdeel           |
| ------------------------- | ---------- | ------------------- |
| Zaterdag 15 februari 2025 | 17:00      | Beloften mannen     |
| Zaterdag 15 februari 2025 | 18:10      | Beloften vrouwen    |
| Zaterdag 15 februari 2025 | 19:00      | Top-divisie vrouwen |
| Zaterdag 15 februari 2025 | 20:00      | Top-divisie mannen  |

## Podia
| Klasse              | Eerste             | Tweede              | Derde             |
| ------------------- | ------------------ | ------------------- | ----------------- |
| Top-divisie mannen  | Jordy Harink       | Ronald Haasjes      | Jordy van Workum  |
| Top-divisie vrouwen | Marijke Groenewoud | Bente Kerkhoff      | Gioya Lancee      |
| Beloften mannen     | Björn Bakker       | Arn Botman          | Doucelin Pedicone |
| Beloften vrouwen    | Manon Gremmen      | Anna Marit Sybrandi | Liset Speelman    |

## Uitslag Top-divisie mannen[2]
| #      | Rijder            | Nationaliteit | Ploeg                             | Ronde | Punten |
| ------ | ----------------- | ------------- | --------------------------------- | ----- | ------ |
| Goud   | Jordy Harink      | Nederland     | Royal A-ware                      | 101   | 30,1   |
| Zilver | Ronald Haasjes    | Nederland     | Bouwselect / De Haan Westerhoff   | 100   | 21     |
| Brons  | Jordy van Workum  | Nederland     | Team Reggeborgh                   | 100   | 18     |
| 4      | Luc ter Haar      | Nederland     | Bouwselect / De Haan Westerhoff   | 100   | 17     |
| 5      | Jorian ten Cate   | Nederland     | OKAY/Interfarms                   | 100   | 16     |
| 6      | Evert Hoolwerf    | Nederland     | Team Reggeborgh                   | 100   | 15     |
| 7      | Harm Visser       | Nederland     | Team Essent                       | 100   | 14     |
| 8      | Christian Haasjes | Nederland     | Bouwselect / De Haan Westerhoff   | 100   | 13     |
| 9      | Lars Woelders     | Nederland     | Sprog                             | 100   | 12     |
| 10     | Joram Verkerk     | Nederland     | VGR Sport / Galesloot constructie | 100   | 11     |
| 11     | Axel Koopman      | Nederland     | VGR Sport / Galesloot constructie | 100   | 10     |
| 12     | Ruben Ligtenberg  | Nederland     | Sprog                             | 100   | 9      |
| 13     | Ronald Kruijer    | Nederland     | Bouwselect / De Haan Westerhoff   | 100   | 8      |
| 14     | Wabe de Rooij     | Nederland     | VGR Sport / Galesloot constructie | 100   | 7      |
| 15     | Ruben Marinus     | Nederland     | Hamco / Motorama                  | 100   | 6      |
| 16     | Wisse Slendebroek | Nederland     | Royal A-ware                      | 100   | 5      |
| 17     | Jeroen Janissen   | Nederland     | OKAY/Interfarms                   | 100   | 4      |
| 18     | Hylke de Boer     | Nederland     | Sprog                             | 100   | 3      |
| 19     | Sjoerd den Hertog | Nederland     | Royal A-ware                      | 100   | 2      |
| 20     | Miguel Bravo      | Portugal      | A6.nl / KMC                       | 100   | 1      |

100 ronden
0:52:24uur (gem. 31,4sec) 45,8km/h

## Uitslag Top-divisie vrouwen[3]
| #      | Rijder                 | Nationaliteit | Ploeg                               | Ronde | Punten |
| ------ | ---------------------- | ------------- | ----------------------------------- | ----- | ------ |
| Goud   | Marijke Groenewoud     | Nederland     | Team Albert Heijn Zaanlander        | 65    | 25,1   |
| Zilver | Bente Kerkhoff         | Nederland     | Team Albert Heijn Zaanlander        | 65    | 21     |
| Brons  | Gioya Lancee           | Nederland     | Puur ICT / BTZ                      | 65    | 18     |
| 4      | Janne Berkhout         | Nederland     | Turner                              | 65    | 17     |
| 5      | Jet Fransen            | Nederland     | Wokke Vastgoed                      | 65    | 16     |
| 6      | Veerle van Koppen      | Nederland     | Puur ICT / BTZ                      | 65    | 15     |
| 7      | Elsemieke van Maaren   | Nederland     | OKAY/Interfarms                     | 65    | 14     |
| 8      | Sophie Kraaijeveld     | Nederland     | Turner                              | 65    | 13     |
| 9      | Sylvia de Vries        | Nederland     | Victron Energy                      | 65    | 12     |
| 10     | Esmée Brommer          | Nederland     | Wokke Vastgoed                      | 65    | 11     |
| 11     | Femke Mossinkoff       | Nederland     | VGR Sport / Vreugdenhil Dairy Foods | 65    | 10     |
| 12     | Nienke Smit            | Nederland     | OCRE                                | 65    | 9      |
| 13     | Eline Cox              | Nederland     | OCRE                                | 65    | 8      |
| 14     | Tjilde Bennis          | Nederland     | Turner                              | 65    | 7      |
| 15     | Brit Qualm             | Nederland     | VGR Sport / Vreugdenhil Dairy Foods | 65    | 6      |
| 16     | Loesanne van der Geest | Nederland     | VGR Sport / Vreugdenhil Dairy Foods | 65    | 5      |
| 17     | Esther Kiel            | Nederland     | Puur ICT / BTZ                      | 65    | 4      |
| 18     | Olin Verhoog           | Nederland     | OCRE                                | 65    | 3      |
| 19     | Pien van den Bos       | Nederland     | Wokke Vastgoed                      | 65    | 2      |
| 20     | Paula Konijn           | Nederland     | OCRE                                | 65    | 1      |

65 ronden
0:37:44uur (gem. 34,8sec) 41,3km/h

## Uitslag beloften mannen[4]
| #      | Rijder              | Nationaliteit | Ploeg                                  | Ronde | Punten |
| ------ | ------------------- | ------------- | -------------------------------------- | ----- | ------ |
| Goud   | Björn Bakker        | Nederland     | OKAY/Interfarms                        | 76    | 30,1   |
| Zilver | Arn Botman          | Nederland     | Wokke Vastgoed                         | 76    | 26     |
| Brons  | Doucelin Pedicone   | Frankrijk     |                                        | 76    | 23     |
| 4      | Marthijn Mulder     | Nederland     | Team Reggeborgh                        | 76    | 22     |
| 5      | Mika Kolder         | Nederland     |                                        | 76    | 21     |
| 6      | Joost de Jong       | Nederland     | Bouwselect / De Haan Westerhoff        | 76    | 20     |
| 7      | Sipke Sijtsema      | Nederland     | Douma Staal                            | 76    | 19     |
| 8      | Jochem Posthumus    | Nederland     | Speelman / Exclusief Vastgoedbeheer    | 76    | 18     |
| 9      | Jelle Koeleman      | Nederland     | Douma Staal                            | 76    | 17     |
| 10     | Twan Berlijn        | Nederland     | Wokke Vastgoed                         | 76    | 16     |
| 11     | Jitse Wiersma       | Nederland     | Speelman / Exclusief Vastgoedbeheer    | 76    | 15     |
| 12     | Max van Honschoten  | Nederland     |                                        | 76    | 14     |
| 13     | Mathijs van Zwieten | Nederland     | Douma Staal                            | 76    | 13     |
| 14     | Chris de Velde      | Nederland     | Royal A-ware                           | 76    | 12     |
| 15     | Rick de Ruijgt      | Nederland     | Groenehartsport.nl                     | 76    | 11     |
| 16     | Niels Teunissen     | Nederland     | Drenergie                              | 76    | 10     |
| 17     | Melle Brouwer       | Nederland     | Ormer ICT                              | 76    | 9      |
| 18     | Gijs Verduijn       | Nederland     | Vision Sports / ADS                    | 76    | 8      |
| 19     | Chris Brommersma    | Nederland     | Spieren voor Spieren / Douna Machinery | 76    | 7      |
| 20     | Matthé Pronk        | Nederland     | OKAY/Interfarms                        | 76    | 6      |

75 ronden
0:39:43uur (gem. 31,8sec) 45,3km/h

## Uitslag beloften vrouwen[5]
| #      | Rijder                  | Nationaliteit | Ploeg                               | Ronde | Punten |
| ------ | ----------------------- | ------------- | ----------------------------------- | ----- | ------ |
| Goud   | Manon Gremmen           | Nederland     | Husqvarna / Praktijk Centrum Bomen  | 45    | 25,1   |
| Zilver | Anna Marit Sybrandi     | Nederland     | Boltrics                            | 45    | 21     |
| Brons  | Liset Speelman          | Nederland     | Speelman / Exclusief Vastgoedbeheer | 45    | 18     |
| 4      | Mette ten Cate          | Nederland     |                                     | 45    | 17     |
| 5      | Maaike Koelewijn        | Nederland     | Fortune Coffee                      | 45    | 16     |
| 6      | Mayke Vriesinga         | Nederland     | Boltrics                            | 45    | 15     |
| 7      | Bianca van der Meer     | Nederland     |                                     | 45    | 14     |
| 8      | Iza Stekelenburg        | Nederland     | OCRE                                | 45    | 13     |
| 9      | Iris Tiben              | Nederland     | Wokke Vastgoed                      | 45    | 12     |
| 10     | Julia Nizan             | Frankrijk     |                                     | 45    | 11     |
| 11     | Melissa Mooijman        | Nederland     | Wokke Vastgoed                      | 45    | 10     |
| 12     | Britt Breider           | Nederland     |                                     | 45    | 9      |
| 13     | Viviana Rodríguez Rojas | Chili         | 21Adventures.nl                     | 45    | 8      |
| 14     | Sam van der Monde       | Nederland     | Gewest Friesland                    | 45    | 7      |
| 15     | Thirza Koers            | Nederland     | Speelman / Exclusief Vastgoedbeheer | 45    | 6      |
| 16     | Renée Schipper          | Nederland     | Vector                              | 45    | 5      |
| 17     | Fleur Veen              | Nederland     | KNSB Inline Selectie                | 45    | 4      |
| 18     | Tara Donoghue           | Ierland       | Leontienhuis                        | 45    | 3      |
| 19     | Susanne Prins           | Nederland     | Speelman / Exclusief Vastgoedbeheer | 45    | 2      |
| 20     | Jolanda Laagland        | Nederland     | Speelman / Exclusief Vastgoedbeheer | 45    | 1      |

45 ronden
0:26:29uur (gem. 35,3sec) 40,8km/h

### Snelste wedstrijdgemiddelde
| Klasse              | Snelste gemiddelde       | Tijd     | Ronden | Schaatsster        | Nationaliteit | Ploeg                              |
| ------------------- | ------------------------ | -------- | ------ | ------------------ | ------------- | ---------------------------------- |
| Top-divisie Mannen  | 45,8 km/h (gem. 31,4sec) | 00:52:24 | 100    | Jordy Harink       | Nederland     | Royal A-ware                       |
| Top-divisie Vrouwen | 41,3 km/h (gem. 34,8sec) | 00:37:44 | 65     | Marijke Groenewoud | Nederland     | Team Albert Heijn Zaanlander       |
| Beloften Mannen     | 45,3 km/h (gem. 31,8sec) | 00:39:43 | 75     | Björn Bakker       | Nederland     | OKAY/Interfarms                    |
| Beloften Vrouwen    | 40,8 km/h (gem. 35,3sec) | 00:26:29 | 45     | Manon Gremmen      | Nederland     | Husqvarna / Praktijk Centrum Bomen |

Marathon Cup 1 · 
Marathon Cup 2 · 
Marathon Cup 3 ·
Marathon Cup 4 · 
Marathon Cup 5 · 
Marathon Cup 6 · 
Marathon Cup 7 · 
Marathon Cup 8 · 
De Vier van Noord-Holland 1 · 
De Vier van Noord-Holland 2 · 
De Vier van Noord-Holland 3 · 
De Vier van Noord-Holland 4 · 
Marathon Cup 9 · 
NK kunstijs · 
Marathon Cup 10 · 
Marathon Cup 11 · 
Marathon Cup 12 · 
Marathon Cup 13 · 
Grand Prix 1 · 
Open NK natuurijs · 
Grand Prix 2 · 
Grand Prix 3 · Marathon Cup 14 · 
Marathon Cup 15 · 
Grand Prix 4 · 
Grand Prix 5 · 
Grand Prix 6 ·  
Marathon Cup 16  · 
Klassementen: KNSB Cup ·
Jongeren · 
Ploegen ·
Grand Prix ·
Club-assistent Brabantcup ·
De Vier van Noord-Holland
Lijst van schaatsmarathonrijders 2024/2025